# CAN'T SLEEP, CAN'T EAT, I'M SICK/人魚
『CAN'T SLEEP, CAN'T EAT, I'M SICK / 人魚』（キャント・スリープ・キャント・イート・アイム・シック / にんぎょ）は、日本の元女性歌手、安室奈美恵の単独名義では31作目のシングル。

## 解説
CD＋DVD・CDの2パターンでリリース。表ジャケット「CAN'T SLEEP,CAN'T EAT,I'M SICK」・裏ジャケット「人魚」の両面ジャケット仕様。前作『White Light/Violet Sauce』に引き続き、本作もダブルAサイドシングルで韓国でも同時リリースされた。
おなじみのT.KuraとMichico夫妻プロデュースによる「CAN'T SLEEP, CAN'T EAT, I'M SICK」と、安室初の邦楽カバーとなったNOKKOの1994年のバラード「人魚」の、"和洋"対照的な2曲を収録したダブルAサイドシングル。
「CAN'T SLEEP, CAN'T EAT, I'M SICK」のキャッチコピーは、"初夏向けのファンキーで踊れるキラキラポップチューン"。曲の振付は、自身が以前から憧れているジャネット・ジャクソンや、兄のマイケル・ジャクソン、マドンナなどのコリオグラフ（振付師）として有名なシャーネット・ハードが担当。
「人魚」は、安室がブレイクする前に出演したことのあるフジテレビドラマ『時をかける少女』（主演の内田有紀の妹役として出演）の主題歌だったバラード（オリジナル楽曲については「人魚（NOKKO）」を参照）。プロモーションビデオも制作され、着物姿で撮影が行われた。
本作でオリコン・シングルチャート12年連続トップ10入りを達成。シングル・トップ10連続獲得年数記録の女性部門で、小泉今日子、工藤静香と並ぶ歴代1位タイ記録となった。翌2007年にリリースした次作『Baby Don't Cry』で記録を更新し、女性部門歴代単独1位となった。

## 収録曲

### CD
1. CAN'T SLEEP, CAN'T EAT, I'M SICK
作詞：Michico
作曲：T.Kura, Michico
編曲：T.Kura
本人はグルーヴ溢れる作品とコメントしている。作詞はMichicoに依頼し書かれたが、当時安室が少女漫画にはまっているという情報が伝わっていたことから、高校生の恋愛の世界観が歌詞に出ているとコメントしている[2]。
2. 人魚
作詞：NOKKO
作曲：Kyohei Tsutsumi
編曲：Nao'ymt
昔から好きな曲であり、ふと口ずさんでいた時に純粋なバラードであるこの曲を歌ってみたくなったといい、制作に至った[2]。
3. CAN'T SLEEP, CAN'T EAT, I'M SICK (REMIX)
Remix：FARAD
4. CAN'T SLEEP, CAN'T EAT, I'M SICK (INSTRUMENTAL)
5. 人魚 (INSTRUMENTAL)

### DVD
1. CAN'T SLEEP, CAN'T EAT, I'M SICK (VIDEO CLIP)
ディレクター：武藤真志 / 振付：Shawnette Heard
2. 人魚 (VIDEO CLIP)
ディレクター：武藤真志

## タイアップ
1. CAN'T SLEEP, CAN'T EAT, I'M SICK
ドワンゴ「イロメロミックスDX」CMソング
エイベックス・グループ・ホールディングス「ミュゥモ」CMソング
2. 人魚
エイベックス・グループ・ホールディングス「ミュゥモ」CMソング

## 楽曲の収録アルバム
CAN'T SLEEP,CAN'T EAT,I'M SICK
- 8thアルバム『PLAY』
- ベスト・アルバム『BEST FICTION』
- ベスト・アルバム『Finally』
楽曲をニューレコーディングで収録。